# Torta co' bischeri
La torta co' bischeri è un dolce tipico di Pontasserchio, frazione del comune di San Giuliano Terme, e Vecchiano
, appena fuori Pisa.
Ha la forma di una torta di pasta frolla ripiena di un impasto a base di riso e cioccolata (anche chiamato dialettalmente "Buzzo").
Non va confusa con la torta co' becchi (pronuncia Torta co' bbekki) di Lucca e tanto meno con le torte verdi salate delle Alpi Apuane meridionali dette Torte di Pane, Torte co' pizzi (pronuncia torte co' ppizzi) o torte di pepe.

## Preparazione
La torta è fatta coprendo completamente la superficie di una teglia circolare con uno strato di pasta frolla facendo in modo che la pasta frolla debordi abbondantemente. Il tutto viene poi riempito di un impasto a base di riso, uova, cioccolata, pinoli, frutta candita e aromatizzato con noce moscata e liquore (rum, Strega o altro). La pasta che deborda dalla teglia viene ripiegata sul bordo dell'impasto a lembi con la forma tipica di beccucci detti bischeri, secondo i gusti la si può trovare anche cosparsa di zucchero.

## Nomi regionali
- I "bischeri" dai quali la torta prende il nome sono i ripiegamenti di pasta frolla dell'impasto realizzati sul margine esterno della torta. Il termine, dai significati assai vari in Toscana, ha in questo caso valenza scherzosamente fallica.[4]
- Gli stessi ripiegamenti di pasta frolla dell'impasto sono detti a Lucca "becchi". Solo la presenza di questi becchi è elemento comune tra la torta co' bischeri pisana e le torte del territorio lucchese che sono ben diverse.

## Tradizioni
La torta co' bischeri viene preparata a Pisa in special modo per la festa dell'Ascensione, ma è il dolce tipico dell'Agrifiera regionale di Pontasserchio nei giorni intorno al 28 aprile festa del SS. Crocifisso del Miracolo, un evento ammantato di leggenda che sulla base delle cronache parrocchiali si fa risalire all'inizio del 1500. Si può trovare anche in occasione della fiera di primavera del comune di Vecchiano qualche settimana prima dell'Agrifiera di Pontasserchio.
La torta co' bischeri di Pontasserchio è stata creata nella Valdiserchio per accogliere le centinaia di pellegrini che venivano ogni anno a Pontasserchio per la festa del Crocifisso del Miracolo, immagine del 1200 ubicata dentro la Chiesa di San Michele Arcangelo,  del 28 aprile in ricordo di un evento. Da questo paese si è propagata nei paesi limitrofi, a Pisa e nella provincia a nord del fiume Arno. Diverse pasticcerie e panifici della zona di origine tutelano l'integrità della ricetta anche attraverso un Marchio di Qualità rilasciato dai comuni di San Giuliano Terme e di Vecchiano in collaborazione con la Camera di Commercio di Pisa.
- La torta co' bischeri dall'Aprile del 2007 ha un marchio registrato e un proprio disciplinare. Il marchio è di proprietà dei Comuni di San Giuliano Terme e Vecchiano[5].
- Nel 2008 la torta co' bischeri è stata presentata al Salone del Gusto Slow food di Torino riscuotendo un ottimo successo di critica da visitatori e esperti del settore dei pinoli.
- Il comune di San Giuliano Terme, in occasione del centenario della manifestazione Agrifiera di Pontasserchio (2009) ha prodotto un documentario sulla storia e l'attualità di questo dolce pinolato tipico  della Valdiserchio.